# كوكالاوات
الكوكالاوات (الاسم العلمي: Centropodinae) هي أسرة من الطيور تتبع فصيلة الكوكيات من رتبة الواقواقيات.

## أجناس الكوكالاوات
- الكوكال